# Drémil-Lafage
Drémil-Lafage è un comune francese di 2 583 abitanti situato nel dipartimento dell'Alta Garonna nella regione dell'Occitania. Il comune è situato 15 km ad Est di Tolosa ed è attraversato dal torrente Seillonne.
La chiesa parrocchiale di Saint-Pierre, costruita nel secolo XII, fu saccheggiata durante le Guerre di Religione Francesi.

## Società

### Evoluzione demografica
Abitanti censiti